# Frutta su un tavolo
Frutta su un tavolo è un dipinto a olio su tela (45,2×73,5 cm) del pittore francese Édouard Manet, realizzato nel 1864 e conservato al museo d'Orsay di Parigi.

## Descrizione
L'opera, dal formato di medie dimensioni e dal carattere poco impegnato, denuncia l'influenza di Jean-Baptiste-Siméon Chardin, celebre autore di nature morte dal sapore semplice e autenticamente elegante. Manet, infatti, realizza una composizione molto sobria, ben differente dai quadri gremiti di porcellane Secondo Impero che circolavano nella Parigi ottocentesca, e si preoccupa di indagare l'identità materica tra il colore, i corpi e gli effetti generati dalla plasticità della luce. L'amico Philippe Burty ci testimonia come Manet si relazionava alle nature morte, riportandoci lo stralcio di una discussione che il maestro ebbe con la sua unica allieva, Eva Gonzales:
(Édouard Manet)
Le prescrizioni di Manet si rispecchiano splendidamente in Frutta su un tavolo. Manet, infatti, dipinge lo sfondo per sommi capi, limitandosi agli elementi fondamentali e trascurando i particolari, e si preoccupa piuttosto di descrivere il piano bianco su cui poggia la canestra di frutta, il quale occupa gran parte della superficie pittorica, lasciando l'impressione che proseguì ben oltre i margini del quadretto. La tovaglia si flette qua e là in varie pieghe, le quali ravvivano il ritmo della composizione e ne esaltano le qualità luministiche, accogliendo la luce mobile che inonda il dipinto e generando piccole zone d'ombra. I colori sono arpeggiati sulle armonie del verde, controbilanciate dall'arancio acceso delle pesche e dalla lucentezza del bicchiere e del coltello d'argento.